# Mas de Rojalons
El Mas de Rojalons és una obra de Montblanc (Conca de Barberà) inclosa a l'Inventari del Patrimoni Arquitectònic de Catalunya.

## Descripció
Es tracta d'una masia de grans dimensions dividida en tres cossos, probablement d'èpoques diferents. Té una teulada a dues vessants perpendiculars a la façana. El portal d'accés a l'habitatge és rodó i dovellat.
És un dels pocs masos que queden a la zona, tot i ser ubicat en un nucli urbà.